# アグレッシブ級掃海艇
アグレッシブ級掃海艇（アグレッシブきゅうそうかいてい、英語: Aggressive-class minesweeper）は、アメリカ海軍が運用していた掃海艇の艦級。「アジャイル」をネームシップとしてアジャイル級（Agile-class）と称されることもあるほか、小改正型であるアクメ級やアビリティ級も本級のサブタイプとされることもある。艦種は掃海艇（AM）とされていたが、1955年2月に外洋掃海艇（Mine Sweeper Ocean, MSO）に種別変更された。基本計画番号はSCB-45A。

## 来歴
第二次世界大戦まで、機雷とはすなわち触発式の係維機雷であり、これに対する掃海艇は、艦隊の前路掃海を主任務として比較的高速・重装備の鋼製の艇が主流であった。しかし大戦後期に磁気・音響による感応機雷が出現し、続く朝鮮戦争での対機雷戦の経験は、沈底式感応機雷の脅威を関係各国に認識させることとなった。触雷を避けるため、以後、掃海艇の建材は非磁性化が求められるようになった。
アメリカ海軍では、既に1950年度で木製で非磁性度の高い掃海艇のプロトタイプの建造を盛り込んでいたが、この戦訓を受けて、1951年度補正予算より、これに準じた掃海艇の大量建造が開始されることとなった。この大型掃海艇が本級である。

## 設計
船型は長船首楼型とされた。また艦内容積確保のため、1970年代中盤以降の改修によって上部構造物が拡大されたほか、艦橋は半閉鎖式となった。上記の経緯より、船質は木材とされ、非磁性化が図られている
主機としては、パッカード社の新型軽量エンジンであるID-1700-T4の搭載が予定されていた。これは世界で初めて非磁性クランク軸を採用した非磁性エンジンで、4ストロークのV型12気筒ディーゼルエンジンであった。本級では4基で2軸の推進器を駆動する構成とされていた。
しかし戦時動員に伴う生産の遅延が見込まれたことから、量産艇の一部では、既存のゼネラルモーターズ社製エンジンが搭載された。またパッカード社のエンジンは、航空用エンジンの設計を転用したことによる設計面の問題などのために一般市場では成功せず、早期に生産を終了したことから、海軍は予備部品不足に悩まされることとなった。このことから、12隻では、ワウケシャL-1616に換装された。

## 装備
本級は、係維・磁気・音響の各掃海具を一式搭載するとともに、後にはAN/UQS-1機雷探知機も搭載して、一応の機雷掃討能力も獲得した。AN/UQS-1は1950年に実用化されたばかりの最初期の機雷探知機であり、100キロヘルツを使用する高周波ソナーであったが、動揺安定化装置を持たなかったために明瞭な映像を得にくいという欠点があった。
このことから、1970年代中盤以降の改修の際に、AN/UQS-1はAN/SQQ-14に換装された。これは捜索用の80キロヘルツとともに類別用の350キロヘルツにも対応し、「機雷らしい目標」を探知するのに加えて、それが実際に機雷であるかを類別することもできるようになった。また送受波器を硬い伸縮式の棒の下に吊り下げることで、可変深度ソナー（VDS）としての性格も具備した。最大吊下深度は45メートルであった。5ノット以上で曳航すると送受波器の揺れが大きいという問題はあったが、VDSの導入によって深深度での機雷探知の端緒を開いた画期的な機種であった。なおAN/SQQ-14の搭載に伴い、そのホイストを搭載するスペースを捻出するため、56口径40mm機銃は20mm単装機銃に換装されている。
その後、後継となる新型掃海艦（後のアヴェンジャー級）の開発に伴い、1975年にはMSO-440でAN/SSN-2精密統合航法システム（precision-integrated navigation system, PINS）、また1980年にはMSO-443でAN/SSQ-30機雷探知機の試験が行われた。また1980年代末には、ペルシャ湾への展開に伴い、一部の艇で、試験的にスーパー・シーローバーROVの運用能力が付与された。これは重量72.5キログラム、最大潜航深度300メートルであった。

## 運用
53隻のうち、10隻はヒギンズ工業によってニューオーリンズで、9隻はJ・M・マルティナク造船によってタコマで、8隻はウィルミントン造船によってウィルミントン (カリフォルニア州)で、6隻はルーダーズ海洋建造によってスタンフォードで、4隻はブロワード海洋によってフォートローダーデールで、4隻はマーティノリッチ造船によってサンディエゴで、3隻はバーガーボートカンパニーによってマニトワックで、3隻はコルベルク造船所によってストックトンで、2隻はフルトン造船所によってアンティオックで、2隻はノーフォーク海軍造船所で、2隻はシアトル造船所によってシアトルで建造された。
53隻のうち、33隻は1970年代半ばまでに退役した。4隻は1994年に中華民国海軍に売却され、永陽級掃海艇として再就役し、現在も就役している。インプリシットが1994年9月30日にタコマで退役し、全てのアメリカ海軍のアグレッシブ級が退役した。

### 同型艦
1. アグレッシブ (掃海艇)
2. アベンジ (掃海艇)
3. ボールド (掃海艇)（英語版）
4. ブルワーク (掃海艇)（英語版）
5. コンフリクト (掃海艇)（英語版）
6. コンスタント (掃海艇)（英語版）
7. ダイナミック (掃海艇)（英語版）
8. エンゲージ (掃海艇)（英語版）
9. エンバトル (掃海艇)（英語版）
10. エンデュランス (掃海艇)（英語版）
11. エナジー (掃海艇)（英語版）
12. エンハンス (掃海艇)（英語版）
13. エステム (掃海艇)（英語版）
14. エクセル (掃海艇)（英語版）
15. エクスプロイト (掃海艇)（英語版）
16. イグザルタント (掃海艇)（英語版）
17. フィアレス (掃海艇)（英語版）
18. フィデリティ (掃海艇)（英語版）
19. ファーム (掃海艇)（英語版）
20. フォース (掃海艇)（英語版）
21. フォーティファイ (掃海艇)（英語版）
22. ガイド (掃海艇)（英語版）
23. イリューシブ (掃海艇)（英語版）
24. インパービアス (掃海艇)（英語版）
25. インプリシット (掃海艇)（英語版）
26. インフリクト (掃海艇)（英語版）
27. ロイヤリティ (掃海艇)（英語版）
28. ルーシド (掃海艇)（英語版）
29. ニンブル (掃海艇)（英語版）
30. ノータブル (掃海艇)（英語版）
31. オブザーバー (掃海艇)（英語版）
32. ピナクル (掃海艇)（英語版）
33. ピボット (掃海艇)（英語版）
34. プラーク (掃海艇)（英語版）
35. プリスティージ (掃海艇)（英語版）
36. プライム (掃海艇)（英語版）
37. リーパー (掃海艇)（英語版）
38. ライバル (掃海艇)（英語版）
39. セガースティ (掃海艇)（英語版）
40. スルート (掃海艇)（英語版）
41. スキル (掃海艇)（英語版）
42. バラー (掃海艇)（英語版）
43. ビガー (掃海艇)（英語版）
44. バイタル (掃海艇)（英語版）
45. コンクエスト (掃海艇)（英語版）
46. ギャラント (掃海艇)（英語版）
47. リーダー (掃海艇)（英語版）
48. パージスタント (掃海艇)（英語版）
49. プレージ (掃海艇)（英語版）
50. スタルワート (掃海艇)（英語版）
51. スタディ (掃海艇)（英語版）
52. スワーブ (掃海艇)（英語版）
53. ベンチャー (掃海艇)（英語版）
54. MSO-497 - 建造キャンセル